# Diocesi di Puzia di Bizacena
La diocesi di Puzia di Bizacena (in latino Dioecesis Putiensis in Byzacena) è una sede soppressa e sede titolare della Chiesa cattolica.

## Storia
Puzia di Bizacena, forse identificabile con Bir-Abdallah nell'odierna Tunisia, è un'antica sede episcopale della provincia romana di Bizacena.
Unico vescovo attribuibile con certezza a questa diocesi africana è Servando, il cui nome figura al 18º posto nella lista dei vescovi della Bizacena convocati a Cartagine dal re vandalo Unerico nel 484; Servando, come tutti gli altri vescovi cattolici africani, fu condannato all'esilio.
Alla conferenza di Cartagine del 411, che vide riuniti assieme i vescovi cattolici e donatisti dell'Africa romana, prese parte il donatista Felice, episcopus Putiensis, senza competitore cattolico. Gli autori attribuiscono questo vescovo alla sede di Puzia di Numidia; Mandouze tuttavia fa notare che la provincia di appartenenza non è indicata negli atti della conferenza, per cui Felice potrebbe anche essere vescovo di Puzia di Bizacena.
Dal 1933 Puzia di Bizacena è annoverata tra le sedi vescovili titolari della Chiesa cattolica; dal 4 aprile 2020 il vescovo titolare è Francisco Castro Lalupú, vescovo ausiliare di Trujillo.

## Cronotassi

### Vescovi
- Felice ? † (menzionato nel 411) (vescovo donatista)

- Servando † (menzionato nel 484)

### Vescovi titolari
- Miguel Obando Bravo, S.D.B. † (18 gennaio 1968 - 16 febbraio 1970 nominato arcivescovo di Managua)
- Hans-Georg (Johannes) Braun † (3 marzo 1970 - 17 luglio 2004 deceduto)
- Dirceu Vegini † (15 marzo 2006 - 20 ottobre 2010 nominato vescovo di Foz do Iguaçu)
- Luis Gonzaga Fechio (19 gennaio 2011 - 6 gennaio 2016 nominato vescovo di Amparo)
- Jaime Cristóbal Abril González (16 aprile 2016 - 18 novembre 2019 nominato vescovo di Arauca)
- Francisco Castro Lalupú, dal 4 aprile 2020